# ديفيد بي. كابلان
ديفيد بي. كابلان (بالإنجليزية: David B. Kaplan)‏ هو فيزيائي أمريكي، ولد في 2 يوليو 1958.